# Vehicul cu hidrogen

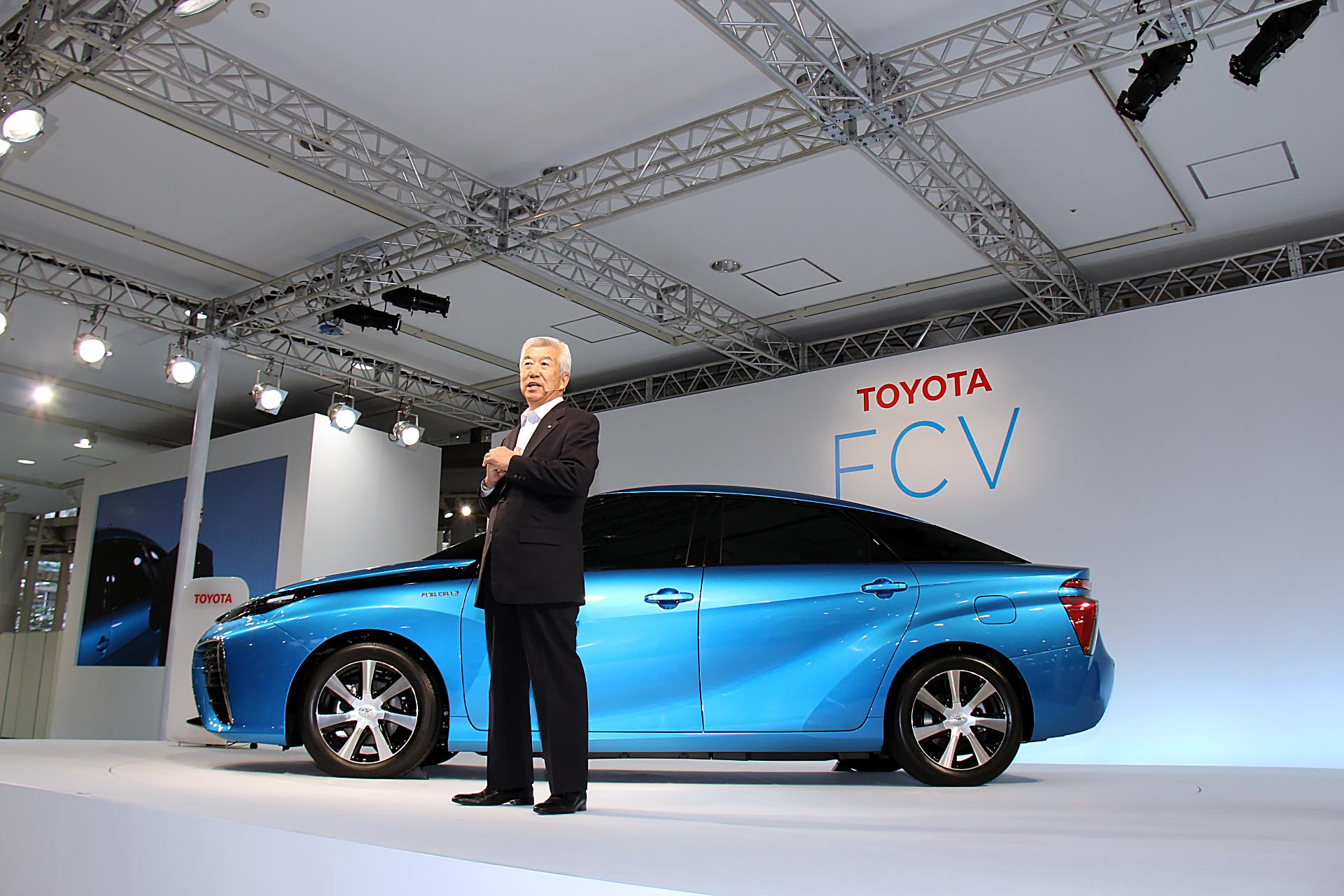
Toyota Mirai din 2015 este unul dintre primele vehicule cu celule cu hidrogen care se vând comercial. Mirai se bazează pe conceptul Toyota FCV (prezentat).

Vehiculul cu hidrogen este un vehicul care utilizează hidrogenul drept combustibil  pentru alimentarea sistemului său de propulsie. Vehiculele cu hidrogen includ rachete spațiale cu hidrogen, precum și automobile și alte vehicule de transport. Sistemele de propulsie ale unor astfel de vehicule transformă energia chimică a hidrogenului în energie mecanică fie prin arderea hidrogenului într-un motor cu ardere internă, sau, mai frecvent, prin reacția hidrogenului cu oxigenul într-o pilă de combustie pentru a alimenta motoare electrice.
Utilizarea pe scară largă a hidrogenului drept combustibil pentru mijloacele de transport este un element cheie al unei economii bazate pe hidrogen.
Începând cu 2018, există trei modele de automobile cu hidrogen disponibile pentru public pe anumite piețe: Toyota Mirai, Hyundai Nexo și Honda Clarity. Mai multe alte companii lucrează la dezvoltarea automobilelor cu hidrogen. 95 % din hidrogen este produs prin reformarea metanului cu abur, care emite dioxid de carbon. Hidrogenul poate fi produs prin mijloace termochimice sau pirolitice folosind materii prime regenerabile, dar acesta este un proces scump. Totuși, energia electrică regenerabilă poate fi utilizată pentru a converti apa în hidrogen: centralele eoliene convertesc energia eoliană în energie chimică stocată în hidrogen (în engleză power-to-gas) prin folosirea energiei electrice produse la producerea hidrogenului prin electroliza apei. Se explorează tehnologii pentru a furniza costuri suficient de mici și cantități suficient de mari pentru a concura cu producția de hidrogen din gaz natural. Dezavantajul principal al producerii hidrogenului din combustibili fosili este cantitatea mare de emisii de carbon, iar a celui produs prin electroliza apei costul de circa patru ori mai mare ca al hidrogenului produs din gaz natural. La acestea se adaugă sarcina costurilor de capital, conținutul redus de energie pe unitatea de volum, problemele de mediu, producție și comprimare ale hidrogenului și investiția necesară în stațiile de alimentare pentru distribuirea hidrogenului.

## Legături externe
- Materiale media legate de Vehicul cu hidrogen la Wikimedia Commons
- en  California Fuel Cell Partnership homepage
- en  Fuel Cell Today - Market-based intelligence on the fuel cell industry
- en  Clean Energy Partnership
- en  U.S. Dept. of Energy hydrogen pages
- en  Toronto Star article on hydrogen trains dated October 21, 2007
- en  NOVA – Video on Fuel Cell Cars (aired on PBS, July 26, 2005)
- en  Sandia Corporation – Hydrogen internal combustion engine description
- en  Inside world's first hydrogen-powered production car BBC News, 14 September 2010